# Pri Rupu
Pri Rupu (nemško Ruppgegend) je naselje v Občini Velikovec v Okraju Velikovec na Koroškem v Avstriji.